# Sara El Bekri
Sara El Bekri là một vận động viên bơi lội người Maroc, người thi đấu ở nội dung cá nhân 400m nữ.  Tại Thế vận hội Mùa hè 2008, cô đã tham gia cuộc thi ngửa 100 và 200 m nữ, nhưng không đủ điều kiện cho một trong hai trận chung kết. Tại Thế vận hội Mùa hè 2012, cô đã về đích thứ 32 chung cuộ trong lượt thi ở nội dung cá nhân 400 mét nữ và không thể lọt vào trận chung kết. Cô cũng đã tham gia nội dung bơi ngửa 100 và 200 mét mà không lọt vào các trận chung kết.